# Claude de Kémoularia
Claude de Kémoularia, né le 30 mars 1922 à Paris et mort le 4 novembre 2016 à Courbevoie, est un haut fonctionnaire français, dont la carrière s'est essentiellement déroulée dans les domaines de la banque et de la diplomatie.

## Biographie

### Jeunesse et études
Claude de Kémoularia est né le 30 mars 1922 à Paris. Son père, Joseph de Kémoularia, s'est réfugié en France à la suite de l'invasion de la Géorgie par les armées de la Russie soviétique en 1921. Son père est l'un des fondateurs de la Paroisse orthodoxe géorgienne Sainte-Nino de Paris. 
Il obtient le baccalauréat au rattrapage, et s'inscrit à l'École libre des sciences politiques, dans la section Finances privées. Recruté comme membre d'un cabinet ministériel, il ne se rend pas aux cours de l'école et ne valide que douze des treize épreuves orales finales. Malgré l'insistance de Roger Seydoux, le professeur de finances publiques Gabriel Cheneaux de Leiritz refuse de lui retirer sa note éliminatoire. Claude de Kémoularia n'obtient donc pas son diplôme de l'école.
Claude de Kémoularia  se marie à Chantal de Kémoularia, rencontrée à l’École libre des sciences politiques, et une des deux premières femmes à obtenir le diplôme de l'école.

### Haut-fonctionnaire
Claude de Kémoularia commence sa carrière professionnelle en tant qu'attaché parlementaire au sein du cabinet du ministre et président du Conseil, Paul Reynaud. Il en devient ensuite le chef de cabinet.
En 1957, et jusqu'en 1961, il devient l'assistant personnel de Dag Hammarskjöld, Secrétaire général des Nations unies. 
En 1966 et 1967, il est conseiller spécial auprès du Prince Rainier de Monaco.

### Banquier d'affaires
De 1968 à 1982, il œuvre pour la banque Paribas comme conseiller du Président et du directeur-général pour les affaires internationales, et gardera des liens privilégiés avec cette banque d'affaires : il siégera d'ailleurs au Conseil d'Administration de Paribas Suisse jusqu'à sa fusion avec BNP Suisse en 2000.

### Diplomate
En mai 1982, sous la présidence de François Mitterrand, il rejoint le corps diplomatique français comme ambassadeur aux Pays-Bas, puis, du 1er janvier 1985 au 10 février 1987, comme représentant de la France aux Nations unies. En 1986, il préside le Conseil de sécurité. 
En pleine guerre froide, il a ainsi l'occasion de rencontrer le ministre soviétique des Affaires étrangères, Edouard Chevardnadze, lui aussi d'origine géorgienne, et de faire progresser les analyses soviétiques et françaises sur la réunification allemande.

### Club de Monaco
Membre du Club de Monaco et vice-président de l'Institut d'Études Politiques Méditerranéennes (IEPM), Claude de Kémoularia facilite à partir de 2004 la participation de la Géorgie, représentée par Nino Bourdjanadzé, présidente du Parlement géorgien de 2001 à 2008. 
Du 26 au 28 février 2009, il anime la session annuelle de ces institutions ayant pour thème le Proche-Orient et le projet français d'Union de la Méditerranée. 

### Autres engagements
Il est membre de l'Iliazd-Club et consacre ses dernières apparitions publiques aux conférences de l'Association géorgienne en France, déterminé à encourager les progrès de la démocratie dans le pays de ses ancêtres. Il repose au carré géorgien du cimetière de Leuville-sur-Orge.

## Publications
- Une vie à tire-d'aile, Fayard, Paris, 2007[8].
- Version géorgienne, traduction Veronika Murat, Shota Chabashvili et Mzia Gobechia, Tbilissi, 2010[9].

## Sources
- (en) Hume, Cameron (1994). The United Nations, Iran, and Iraq. Bloomington: Indiana University Press.
- (en) Sciolino, Elaine (1985). "US Vetoes Resolution on Israel in UN." New York Times. March 13.
- Colisée : biographie de Claude de Kémoularia, consultée le 11 novembre 2014
- Photographie de la session 2009 du Club de Monaco 1er mars 2009.